# Калијум карбонат
Калијум карбонат (молекулска формула ) је хемијско једињење, калијумова со угљене киселине. Калијум карбонат је безбојна кристална супстанција веома добро растворљива у води; 93.7  у 100 g воде. Температура топљења калијум карбоната износи 891°C. Он гради хидрате, у воденим растворима се хидролизује. Под утицајем киселина подлеже распаду на угљен-диоксид и калијум оксид.
Калијум карбонат се добија увођењем угљен-диоксида у водени раствор калијум хидроксида. Користи се у индустрији стакла, керамике, за продукцију средстава за прање, у фотографији и за добијање других једињења калијума.
Молекулска маса калијум карбоната је 138.2 у.